# Marion (Illinois)
Marion – miasto w Stanach Zjednoczonych, w stanie Illinois, w hrabstwie Williamson.